# Serge Hervé Boyogueno
 (août 2021).
Serge Hervé Boyogueno, né le 22 novembre 1982 à Ombessa, est le tout premier Directeur général de la Sonamines (Société nationale des mines),,. Ayant fait presque toute sa carrière au sein du ministère des mines, de l'industrie et du développement technologique où il occupait jusqu'alors le poste de directeur des mines - représentant ce ministère au Conseil d'Administration de la Société Nationale d'Hydrocarbure (SNH) comme administrateur,,.

## Biographie
Serge Hervé Boyogueno est né le 22 novembre 1982 à Ombessa, dans le département du Mbam-et-Inoubou (région du centre). Il est titulaire d'un master d'ingénierie mathématique, d'un master en gestion durable des mines de 2IE ainsi que d'un Exécutive MBA en management stratégique. 

### Formation
Il a fait ses études au lycée d'Ombessa où il obtient son Baccalauréat scientifique. En 2004, il obtient une licence en informatique à l'université de Yaoundé I. Ensuite, il poursuit des études en informatique à l'école nationale supérieure polytechnique (université de Yaoundé 1) où il obtient un diplôme d'ingénieur en informatique, conception et génie logiciel en 2010.
La même année (2010), il obtient un master d'ingénierie mathématique, spécialisé en modélisation des systèmes complexes (fruit d'un partenariat entre l'École nationale supérieure polytechnique de Yaoundé et la faculté des sciences de la même université.
Il obtient par la suite un master spécialisé en gestion durable des mines de 2IE au Burkina Faso.
En 2021, il obtient un Exécutive MBA en Management stratégique à l'Université catholique d'Afrique centrale. Il poursuit alors en thèse doctorale dans la même université.

### Carrière
Il est membre du conseil d'administration en tant que vice-président au sein de l'entreprise Himore Medical Equipement depuis 2016, entreprise réputée pour son invention du CardioPad.
Il commence sa carrière au sein du ministère des mines, de l'industrie et du développement technologique en septembre 2012. En octobre 2013, il est promu chef service de la cartographie minière et de la documentation cadastrale. Le temps de deux années, entre 2014 et 2016, il a enseigné à l'école nationale supérieure polytechnique de Yaoundé cumulativement avec ses fonctions au sein du ministère des mines.
En février 2015, il devient sous-directeur du cadastre minier. poste qu'il occupe jusqu'au 19 août 2016, date à laquelle il est promu directeur des mines. Il représente le Cameroun au forum intergouvernemental sur l'exploitation minière, les minéraux et le développement durable (IGF) au siège des Nations Unies à Genève, en Suisse.
Le 17 avril 2021, Serge Hervé Boyogueno est nommé directeur général de la Sonamines,.

### Publication scientifique
Boyogueno S,H & Mbessa, Michel & Tatietse, Thomas ; Prediction of Flow-Rate of Sanaga Basin in Cameroon Using HEC-HMS Hydrological System: Application to the Djerem Sub-Basin at Mbakaou ; Energy and Environment Research. 2. 10.5539/eer.v2n1p205 ; 2012.